# 17 septembre en sport
17 août 17 octobre
Chronologies thématiques
- Croisades
- Ferroviaires
- Disney

Le 17 septembre est le 260e jour de l'année (261e en cas d'année bissextile) du calendrier grégorien.

## Événements

### XXesièclede1901à1950
- 1905
  - (Football) : Alumni est champion d'Argentine.
- 1911 :
  - (Football) : à Stockholm, la Suède s'impose 4-1 face à la Norvège.
- 1911 :
  - (Football) : à Montevideo, l'Argentine bat l'Uruguay 3-2.
- 1933 :
  - (Football) : premier match professionnel au Stade Geoffroy-Guichard, AS Saint-Étienne 3-2 FAC Nice.
  - (Sport automobile) : Grand Prix automobile de Tchécoslovaquie.

### XXesièclede1951à2000
- 1978 :
  - (Rallye automobile) : arrivée du Critérium du Québec.
- 1980 :
  - (Rallye automobile) : arrivée du Rallye de Nouvelle-Zélande.
- 1988 :
  - (Jeux olympiques d'été) : cérémonie d'ouverture des Jeux olympiques de Séoul (Corée du Sud)

### XXIesiècle
- 2006 :
  - (Athlétisme) : championnat de France de semi-marathon à Roanne
    - En individuel : victoire de Galmin en 1 h 2 min 57 secondes.
    - En équipe : victoire de l'Athleg

  - (Tennis) : l'Italie remporte la première Fed Cup de son histoire en battant l'équipe de Belgique 3-2.
- 2017 :
  - (Basket-ball /Euro) : la Slovénie s'impose face à la Serbie (93-85) en finale de l'Euro, à Istanbul, et remporte le premier titre continental de son histoire.
  - (Compétition automobile /Formule 1) : au Grand Prix automobile de Singapour qui se déroule sur le Circuit urbain, victoire du Britannique Lewis Hamilton qui devance l'Australien Daniel Ricciardo et le Finlandais Valtteri Bottas. Au classement général Lewis Hamilton creuse l'écart.
  - (Cyclisme sur route /Mondiaux sur route) : début de la 84e édition des Championnats du monde de cyclisme sur route qui se déroulent à Bergen en Norvège jusqu'au 24 septembre 2017. Sur les épreuves du contre-la-montre par équipes, chez les hommes, victoire de l'Équipe Sunweb composée de Tom Dumoulin, Lennard Kämna, Wilco Kelderman, Søren Kragh Andersen, Michael Matthews et Sam Oomen. Chez les femmes, victoire aussi de Équipe féminine Sunweb composée de Lucinda Brand, Leah Kirchmann, Floortje Mackaij, Coryn Rivera, Sabrina Stultiens et Eleonora van Dijk.
- 2020 :
  - (Athlétisme /Ligue de diamant) : en Italie, à Rome, au meeting du Golden Gala, comptant pour la Ligue de diamant, sur l'épreuve du Saut à la perche, le Suédois Armand Duplantis porte le record du monde en plein air à 6,15 m[1].
  - (Cyclisme sur route /Tour de France) : sur la 18e étape du Tour de France qui se déroule entre Méribel et La Roche-sur-Foron, sur une distance de 175 kilomètres, victoire du Polonais Michał Kwiatkowski. Le Slovène Primož Roglič conserve le Maillot jaune.
- 2023 :
  - (Cyclisme sur route /Tour d'Espagne) : sur la 21e et dernière étape du Tour d'Espagne qui se déroule entre Madrid et Madrid sur une distance de 101,1 km, victoire de l'Australien Kaden Groves. l'Américain Sepp Kuss remporte le 78e Tour d'Espagne[2].

## Naissances

### XIXesiècle
- 1851 :
  - Thomas Hughes, footballeur anglais. († 10 août 1940).
- 1857 :
  - Lillian Watson, joueur de tennis britannique. († 27 mai 1918).
- 1862 :
  - Jean de Madre, joueur de polo français. Médaillé d'argent aux Jeux de Paris 1900. († 2 janvier 1934).
- 1864 :
  - Andrew Hannah, footballeur écossais. (1 sélection en équipe nationale). († 17 juin 1940).
- 1871 :
  - Fernand Meiers, athlète de demi-fond français. († 23 avril 1940).
- 1873 :
  - Henri Amand, joueur de rugby à XV puis arbitre et dirigeant sportif français. (1 sélection en équipe de France). Président de la FFR. († 29 septembre 1967).
- 1878 :
  - Antoine Védrenne, rameur français. Médaillé de bronze du deux avec barreur aux Jeux de Paris 1900. († 13 janvier 1937).
- 1881 :
  - Eugène Olivier, épéiste français. Champion olympique par équipes et médaillé de bronze en individuel aux Jeux de Londres 1908. († 5 mai 1964).
- 1887 :
  - George Poulin, hockeyeur sur glace canadien. († 3 mai 1971).

### XXesièclede1901à1950
- 1901 :
  - Francis Chichester, navigateur britannique. Vainqueur de la Transat anglaise 1960. († 26 août 1972).
- 1903 :
  - Karel Miljon, boxeur néerlandais. Médaillé de bronze des -79,4 kg aux Jeux d'Amsterdam 1928. († 8 février 1984).
- 1909 :
  - Ernie Koy, joueur de baseball américain. († 1er janvier 2007).
- 1914 :
  - William Grut, pentathlonien suédois. Champion olympique aux Jeux de Londres 1948. († 20 novembre 2012).
- 1927 :
  - George Blanda, joueur de foot U.S. américain. († 27 septembre 2010).
- 1929 :
  - Stirling Moss, pilote de F1 et de courses d'endurance britannique. (16 victoires en Grand Prix). († 12 avril 2020).
- 1933 :
  - Claude Provost, hockeyeur sur glace canadien. († 17 avril 1984).
- 1934 :
  - Maureen Connolly, joueuse de tennis américaine. Victorieuse des US Open 1951, 1952 et 1953, des tournois de Wimbledon 1952, 1953 et 1954, de l'Open d'Australie 1953, et des Roland Garros 1953 et 1954. († 21 juin 1969).
- 1937 :
  - Orlando Cepeda, joueur de baseball américain. († 28 juin 2024).
- 1938 :
  - Aydin Ibrahimov, lutteur de libre soviétique puis azéri. Médaillé de bronze des -57 kg aux Jeux de Tokyo 1964. Champion du monde de lutte des -57kg 1963. Champion d'Europe de lutte des -57kg 1966. († 2 septembre 2021).
- 1941 : 
  - Marie-Claude Charmasson, pilote de courses automobile français.
  - Nils Arne Eggen, footballeur puis entraîneur norvégien. (29 sélections en équipe nationale). Sélectionneur de l'équipe de Norvège de 1974 à 1977. († 19 janvier 2022)
- 1944 :
  - Bertalan Bicskei, footballeur puis entraîneur hongrois. (1 sélection en équipe nationale). Sélectionneur de l'Équipe du Liberia de 2010 à 2011. († 17 juillet 2011).
- 1945 :
  - Phil Jackson, basketteur puis entraîneur et dirigeant sportif américain.

### XXesièclede1951à2000
- 1951 :
  - Gene Carr, hockeyeur sur glace canadien. († 13 décembre 2023).
- 1955 :
  - Scott Simpson, golfeur américain. Vainqueur de l'US Open 1987.
- 1956 :
  - Lionel Péan, navigateur français. Vainqueur de la Solitaire du Figaro 1983.
- 1960 :
  - Fabien Giroix, pilote de courses automobile français.
  - Damon Hill, pilote de F1 britannique. Champion du monde de Formule 1 1996. (22 victoires en Grand Prix).
- 1964 :
  - Franck Piccard, skieur alpin français. Champion olympique du super G et médaillé de bronze en descente aux Jeux de Calgary 1988 puis médaillé d'argent de la descente aux Jeux d'Albertville 1992. Médaillé de bronze du super G aux CM de ski alpin 1991.
  - Karen Tebar, cavalière de dressage française.
  - Michael Carbajal, boxeur américain. Médaillé d'argent des -48 kg aux Jeux de Séoul 1988. Champion du monde poids mi-mouches de boxe de 1990 à 1994, de 1996 à 1997 et en 1999.
- 1966 :
  - Garry Pagel, joueur de rugby à XV sud-africain. Champion du monde de rugby à XV 1995. Vainqueur de la Coupe d'Europe de rugby 2000. (5 sélections en équipe nationale).
- 1968 :
  - Tito Vilanova, footballeur puis entraîneur espagnol. († 25 avril 2014).
- 1969 :
  - Sergio Berti, footballeur argentin. (22 sélections en équipe nationale).
  - Ken Doherty, joueur de snooker irlandais. Champion du monde de snooker 1997.
- 1970 :
  - Mark Brunell, joueur de foot U.S. américain.
- 1971 :
  - Sergej Barbarez, footballeur yougoslave puis bosnien. (48 sélections avec l'équipe de Bosnie-Herzégovine).
  - Dražen Bolić, footballeur yougoslave puis croate. (7 sélections avec équipe de Yougoslavie).
  - Slavko Goluža, handballeur puis entraîneur yougoslave et ensuite croate. Champion olympique aux Jeux d'Atlanta 1996 et aux Jeux d'Athènes 2004. Champion du monde de handball 2003. Vainqueur des Coupe des clubs champions 1992 et 1993. (160 sélections en équipe nationale). Sélectionneur de l'Équipe de Croatie médaillée de bronze aux Jeux de Londres.
  - Jens Voigt, cycliste sur route allemand. Vainqueur des Tours d'Allemagne 2006 et 2007, et du Tour de Pologne 2008.
- 1973 :
  - Diego Albanese, joueur de rugby à XV puis entraîneur argentin.
  - Démis Nikolaïdis, footballeur grec. Champion d'Europe de football 2004. (54 sélections en équipe nationale).
- 1974 :
  - Rasheed Wallace, basketteur puis entraîneur américain.
- 1975 :
  - Iradj Alexander, pilote de courses automobile d'endurance suisse.
  - Jimmie Johnson, pilote de courses automobile américain.
  - Tayna Lawrence, athlète de sprint jamaïcaine. Médaillée d'argent du 100 m et du relais 4 × 100 m aux Jeux de Sydney 2000 puis championne olympique du relais 4 × 100 m aux Jeux d'Athènes 2004.
- 1976 :
  - Uchenna Emedolu, athlète de sprint nigérian. Médaillé de bronze du relais 4 × 100 m aux Jeux d'Athènes 2004. Champion d'Afrique d'athlétisme du relais 4 × 100 m 2002 et champion d'Afrique d'athlétisme du 200 m et du relais 4 × 100 m 2006.
- 1977 :
  - Alemitu Bekele, athlète de fond et demi-fond éthiopienne puis turque.
  - Juan Antonio Flecha, cycliste sur route espagnol.
  - Simone Perrotta, footballeur italien. Champion du monde de football 2006. (48 sélections en équipe nationale).
- 1978 :
  - Miguel Ángel, footballeur espagnol.
  - Shawn Horcoff, hockeyeur sur glace canadien. Champion du monde de hockey sur glace 2003 et 2004.
- 1979 :
  - Goran Jeretin, basketteur monténégrin.
- 1980 :
  - Dan Haren, joueur de baseball américain.
- 1982 :
  - Yutaka Fukufuji, hockeyeur sur glace japonais.
  - Garth Murray, hockeyeur sur glace canadien.
- 1984 :
  - John Kucera, skieur alpin canadien. Champion du monde de ski de la descente 2009.
- 1985 :
  - Tomáš Berdych, joueur de tennis tchèque. Vainqueur des Coupe Davis 2012 et 2013.
  - Tomáš Hubočan, footballeur slovaque. (67 sélections en équipe nationale).
  - Aleksandr Ovetchkine, hockeyeur sur glace russe. Champion du monde de hockey sur glace 2008, 2012 et 2014.
  - Mirza Teletović, basketteur bosnien.
- 1986 :
  - Paolo De Ceglie, footballeur italien.
  - Landry Mulemo, footballeur belgo-congolais. (10 sélection avec l'équipe de RD Congo).
  - LaMonte Ulmer, basketteur américain.
- 1987 :
  - Marjorie Carpréaux, basketteuse belge.
  - Henk Norel, basketteur néerlandais.
  - Pauline Pousse, athlète de lancers de disque française.
  - Amanda Spratt, cycliste sur route australienne.
- 1988 :
  - Mathieu Bastareaud, joueur de rugby à XV français. Vainqueur du Grand Chelem 2010, des Coupe d'Europe de rugby 2013, 2014 et 2015. (46 sélections en équipe de France).
  - Drew Viney, basketteur américain.
- 1989 :
  - Tim Abromaitis, basketteur américain. Vainqueur de la Ligue des champions 2017.
  - Rudy Molard, cycliste sur route français.
- 1990 :
  - Petar Đorđić, handballeur serbe. Vainqueur de la Coupe d'Europe des vainqueurs de coupe 2012 et de la Ligue des champions 2014. (16 sélections en équipe nationale).
  - Kamil Gradek, cycliste sur route polonais.
  - Songezo Jim, cycliste sur route sud-africain.
- 1992 :
  - Darion Atkins, basketteur américain.
  - Oussama Hosni, handballeur tunisien. Champion d'Afrique des nations masculin de handball 2018. Vainqueur de la Ligue des champions d'Afrique masculin 2014. (94 sélections en équipe nationale).
  - Alfonzo McKinnie, basketteur américain.
  - Haley Peters, basketteuse américaine.
  - Fie Woller, handballeuse danoise. Victorieuse de la Coupe EHF de handball féminin 2011 et de la Coupe d'Europe des vainqueurs de coupe de handball féminin 2015. (62 sélections en équipe nationale).
- 1993 :
  - Sofiane Boufal, footballeur franco-marocain. (41 sélections avec l'équipe du Maroc).
  - Alexander Lynn, pilote de courses automobile d'endurance britannique.
- 1994 :
  - Ivana Kapitanović, handballeuse croate. (28 sélections en équipe nationale).
  - Inger Smits, handballeuse néerlandaise. (10 sélections en équipe nationale).
- 1995 :
  - Michael Bunting, hockeyeur sur glace canadien. (8 sélections en équipe nationale).
- 1996 :
  - Duje Ćaleta-Car, footballeur croate. (23 sélections en équipe nationale).
  - Esteban Ocon, pilote de F1 français. (1 victoire en Grand Prix).
- 1997 :
  - Ornella Bankolé, basketteuse française.
  - Auston Matthews, hockeyeur sur glace américano-mexicain.
- 1998 :
  - Alec Georgen, footballeur français.

### XXIesiècle
- 2003 :
  - Luca Stephenson, footballeur anglais.
- 2005 :
  - Jakub Lewicki, footballeur polonais.
  - Mihnea Rădulescu, footballeur roumain.

## Décès

### XXesièclede1901à1950
- 1912 :
  - Charles Bilot, 29 ans, footballeur français. (6 sélections en équipe de France). (° 11 mars 1883).
- 1931 :
  - Marvin Hart, 55 ans, boxeur américain. Champion du monde poids lourds de boxe de 1905 à 1906. (° 16 septembre 1876).

### XXesièclede1951à2000
- 1953 :
  - David Munson, 69 ans, athlète de fond américain. Champion olympique du 4 miles par équipes aux Jeux de Saint-Louis 1904. (° 19 mai 1884).
- 1959 :
  - Alexander Young, 79 ans, footballeur écossais. (2 sélections en équipe nationale). (° 23 juin 1880).
- 1962 :
  - Carl Diem, 80 ans, pédagogue et théoricien du sport et de l'éducation physique allemand. (° 24 juin 1882).
- 1968 :
  - Armand Blanchonnet, 64 ans, cycliste sur route français. Champion olympique en individuel et par équipes aux Jeux de Paris 1924. (° 23 décembre 1903).
- 1979 :
  - Matthieu André, 70 ans, footballeur autrichien puis français. (3 sélections avec l'équipe de France). (° 8 avril 1909).
- 1988 :
  - Jacques Beauchamp, 61 ans, journaliste sportif canadien. (° 4 février 1927).
- 1996 :
  - Teodoro Fernández, 83 ans, footballeur péruvien. Vainqueur de la Copa América 39. (32 sélections en équipe nationale). (° 20 mai 1913).

### XXIesiècle
- 2002 :
  - Edvaldo Alves de Santa Rosa, 68 ans, footballeur brésilien. Champion du monde de football 1958. (6 sélections en équipe nationale). (° 26 mars 1934).
- 2005 :
  - Donn Clendenon, 70 ans, joueur de baseball américain. (° 15 juillet 1935).
  - Hermidita, 80 ans, footballeur espagnol. (° 9 septembre 1924).
- 2008 :
  - Fausto Gardini, 78 ans, joueur de tennis italien. (° 8 mars 1930).
- 2010 :
  - René Le Goff, 66 ans, dirigeant de basket-ball français. Président de la Ligue nationale de basket-ball de 2003 à 2010. (° 21 avril 1944).
- 2012 :
  - Bafo Biyela, 68 ans, footballeur sud-africain. (1 sélection en équipe nationale). (° 11 janvier 1981).
- 2020 :
  - Daniel Charles-Alfred, 86 ans, footballeur français. (4 sélections en équipe de France). (° 9 mai 1934).